# Phlugis buruensis
Phlugis buruensis är en insektsart som beskrevs av Heinrich Hugo Karny 1924. Phlugis buruensis ingår i släktet Phlugis och familjen vårtbitare. Inga underarter finns listade i Catalogue of Life.